# Vinodol
Vinodol és un poble i municipi d'Eslovàquia que es troba a la regió de Nitra, al sud-oest del país. El 2021 tenia 2.061 habitants. La primera menció escrita de la vila es remunta al 1113.

## Demografia
| Godina             | 1994 | 2004   | 2014   | 2024   |
| ------------------ | ---- | ------ | ------ | ------ |
| Nombre de persones | 1729 | 1891   | 1983   | 2034   |
| Diferència         |      | +9,36% | +4,86% | +2,57% |

| Godina             | 2023 | 2024   |
| ------------------ | ---- | ------ |
| Nombre de persones | 2046 | 2034   |
| Diferència         |      | −0,58% |